# Brebenyeszkul
A Brebenyeszkul (ukránul: Бребенескул [Brebeneszkul]) patak Kárpátalján, a Hoverla bal oldali mellékvize. Hossza 11 km, vízgyűjtő területe 30,8 km². Esése 100 ‰.